# Цифровий пам'ятник
Цифровий па́м'ятник — цифровий або електронний життєпис живої чи померлої особи. Зазвичай, являє собою зібрання світлин (слайд-шоу) або інших електронних цифрових документів, пов'язаних між особою. Використовують його під час проведення приватних або громадських заходів з нагоди урочистих подій — свят або панахид.

## Короткий опис
Життєпис подається з відомостями про місця, дати і час заходів, представлених в коді QR-memory або інших технологіях представлення.
При створенні електронного пам'ятника застосовують комп'ютерну техніку, цифрові мережі, програмне забезпечення та інструменти: цифрову камеру, GPS, Соціальні медіа, Digital signage, хмарні обчислення, Near-field communication, інші комунікаційні технології, що поєднують сім'ю та друзів.
Для модифікації та відображення некрологів та поховальних обрядів застосовують системи керування вмістом. Одна з модифікацій таких систем доступна для WordPress і називається Digital Signage For WordPress.
Дуже вдало ці рішення поєднує український стартап Bank of Memories — мобільний застосунок, який дає змогу не лише створювати цифрові пам'ятники та переглядати їх за допомогою AR-модуля, а також протягом життя записувати спогади створюючи свій цифровий аватар, та розподіляти права на цифровий капітал. Все ще команда реалізувала з використанням blockchain, та IPFS. Забезпечуючи максимальну приватність даних.

## Поширення
Заявки на конвертування облікових записів в меморіал почав приймати «Facebook».
2016 року похорон провідця гурту «Motörhead» транслювався потоковим відео.